# مسکوت، نیو ساوت ولز
مسکوت (به انگلیسی: Mascot) یک حومه شهر در استرالیا است که در نیو ساوت ولز واقع شده‌است.